# Pontypool RFC
Der Pontypool Rugby Football Club ist ein Rugby-Union-Verein, der in der Swalec Championship, der zweiten Liga im walisischen Ligensystem, spielt. Die Heimspiele werden im Pontypool Park in Pontypool ausgetragen.

## Geschichte
Der Verein wurde 1868 gegründet. Im Jahr 1902 trat man der Monmoutshire Liga bei und nimmt seitdem regelmäßig am walisischen Ligabetrieb teil. 1904 gewann Pontypool erstmals den Meistertitel in Monmoutshire. Im Jahr 1908 traf er zum ersten Mal auf einen ausländischen Verein, den Racing Club de France aus Frankreich. Zwei Jahre später reisten die Spieler nach Bordeaux, um dort gegen regionale Auswahlen zu spielen. 1914 gewann der Verein zum ersten Mal die inoffizielle landesweite walisische Meisterschaft. 1927 reisten die New Zealand Māori nach Wales und spielten unter anderem gegen Pontypool. Die Waliser konnten das Spiel gewinnen. Im selben Jahr wurden auch die Waratahs aus New South Wales in Australien geschlagen.
Während des Zweiten Weltkriegs stand der Spielbetrieb in Wales still, eine Auswahl von Soldaten aus Pontypool traf jedoch 1941 auf eine Armeeauswahl Neuseelands. Zum Ende des Krieges zog der Verein vom Recreation Ground in den Pontypool Park, wo man seitdem spielt. In den nächsten Jahrzehnten schloss man sich des Öfteren mit anderen Vereinen aus der Gegend zusammen, um gegen verschiedenste Auswahlen der Südhemisphäre anzutreten. 1971 erlebte der Verein die schlechteste Saison seiner Geschichte. Zum ersten und einzigen Mal wurde er Letzter in der walisischen Meisterschaft. In den folgenden Jahren entwickelte man sich jedoch zu einem der dominierenden Clubs in Wales. Vor allem die erste Reihe, Viet Gwent genannt, sorgte für viele Erfolge. Sie setzte sich aus Graham Price, Bobby Windsor und Charlie Faulkner zusammen und wurde unter anderem von Max Boyce besungen.
1976 und 1979 reiste die Auswahl Pontypools in die Vereinigten Staaten. 1983 war Deutschland erstmals das Ziel des Vereins, wo er unter anderem gegen das walisische Regiment antrat. Fünf Jahre später reiste man erneut nach Deutschland. In den nächsten Spielzeiten spielte Pontypool unter anderem gegen Neuseeland und tourte durch Kenia. Mit der Einführung der offiziellen walisischen Ligastruktur wurde der Verein in die erste Division eingestuft. 1995 stieg man ab, kehrte aber bald darauf wieder zurück in die oberste Spielklasse. Seitdem schwankt der Verein zwischen der Premier und First Division.
Seit dem Jahr 2003 stellt der Verein Spieler für die Newport Gwent Dragons, eine von vier walisischen Mannschaften in der multinationalen Magners League.

## Erfolge
- walisischer Meister: 1914, 1921, 1932, 1959, 1973, 1975, 1984, 1985, 1986, 1988
- walisischer Pokalsieger: 1983

## Bekannte ehemalige Spieler
| - David Bishop - Eddie Butler - Charlie Faulkner - Martin Jágr (Tschechien) - Dan Lydiate - Ossie Male - Graham Price | - Ray Prosser - Clive Rowlands - Jeff Squire - Mark Taylor - Iestyn Thomas - David Watkins - Bobby Windsor |